# Winslow, Nebraska
Winslow är en ort (village) i Dodge County i Nebraska. Vid 2010 års folkräkning hade Winslow 103 invånare.